# آن كورتيس (ممثلة)
آن كورتيس (بالإنجليزية: Anne Curtis)‏ هي عارضة ومغنية وموسيقية ومقدمة تلفزيونية وممثلة أسترالية، ولدت في 17 فبراير 1985 في وانجارتا في أستراليا.

## وصلات خارجية
- آن كورتيس على موقع IMDb (الإنجليزية)
- آن كورتيس على موقع ألو سيني (الفرنسية)
- آن كورتيس على موقع ميوزك برينز (الإنجليزية)
- آن كورتيس على موقع أول موفي (الإنجليزية)
- آن كورتيس على موقع قاعدة بيانات الفيلم (الإنجليزية)
- آن كورتيس على موقع كينوبويسك (الروسية)